# Gamma Eridani
Désignations
Gamma Eridani (γ Eri / γ Eridani), également nommée Zaurak, est une étoile de troisième magnitude de la constellation de l'Éridan.  D'après la mesure de sa parallaxe annuelle par le satellite Hipparcos, elle est située à environ ∼ 203 a.l. (∼ 62,2 pc) de la Terre. Elle se rapproche du Système solaire à une vitesse radiale de −61 km/s.

## Nomenclature
γ Eridani, latinisé Gamma Eridani, est la désignation de Bayer de l'étoile. Elle porte également la désignation de Flamsteed de 34 Erindani.
Zaurak, également orthographié Zaurac, est le nom traditionnel de l'étoile. Il est issu du persan زورق/زورک (zaurak) et fait référence à « une barque ». Le nom de Zaurak a été approuvé par l'Union astronomique internationale le 20 juillet 2016.
Le navire militaire US Hugh Young fut rebaptisé Zaurak en 1943.

## Caractéristiques
Zaurak est une étoile géante rouge évoluée de type spectral M0III-IIIb, qui a été définie comme un standard pour ce type spectral. Elle est située sur la branche asymptotique des géantes, ce qui signifie qu'elle génère son énergie par la fusion de l'hydrogène et de l'hélium dans des coquilles distinctes entourant son cœur. C'est une étoile variable, probablement une variable irrégulière à longue période, dont la magnitude apparente varie entre 2,88 et 2,96 sans période définissable.
Le rayon de l'étoile est 80 fois plus grand que le rayon solaire. Elle est environ 1 260 fois plus lumineuse que le Soleil et sa température de surface est de 3 811 K.